# سیارک ۳۷۳۸
سیارک ۳۷۳۸ (به انگلیسی: 3738 Ots، نامگذاری:1977QA1) سه هزار و هفتصد و سی و هشتمین سیارک کشف شده‌است که در ۱۹ اوت ۱۹۷۷ کشف شد.
قدر مطلق سیارک برابر ۱۲٫۷۰ است.